# 哈爾迪曼德縣
哈爾迪曼德縣（英語：Haldimand County）是加拿大安大略省南部一個地方行政區，坐落尼亞加拉半島西南部，南面瀕臨伊利湖，西臨諾福克縣，西北鄰布蘭特縣，北接哈密爾頓市，東北面和東面則與尼亞加拉區為鄰。
哈爾迪曼德於1800年脫離諾福克縣建制為縣，1974年則與諾福克縣重新合併成哈爾迪曼德-諾福克地區自治體（Regional Municipality of Haldimand-Norfolk）。1990年代末，安省政府改革其轄下的地方行政區，哈爾迪曼德和諾福克於2001年再度分置，當中楠蒂科克市的東半部分、哈爾迪曼德鎮和鄧維爾鎮取消地方建制並構成新的哈爾迪曼德縣。新設的哈爾迪曼德縣為一個單層次自治區，對下不設地方政府，但其名稱因歷史因素而保留「縣」的字樣。

## 人口數據
歷年人口：
- 2001年：43,728人
- 1996年：42,041人

## 外部連結
- （英文）哈爾迪曼德縣官方網站（页面存档备份，存于）